# Meioneta rurestris
Meioneta rurestris là một loài nhện trong họ Linyphiidae. Chúng phân bố ở miền Cổ bắc và là loài điển hình của chi Meioneta.